# دوست من (ترانه ژاکوس هودک)
«دوست من» تک‌آهنگی از هنرمند اهل کرواسی ژاکوس هودک است که در سال ۲۰۱۷ میلادی منتشر شد. این ترانه نماینده کرواسی در یوروویژن ۲۰۱۷ بود که به رتبه ۱۳ رسید.